# Paissandu AC
Der Paissandu Atlético Clube ist ein brasilianischer Gesellschaftsclub in Rio de Janeiro im gleichnamigen Bundesstaat.

## Geschichte
Der Verein wurde 1872 als Rio Cricket Club gegründet und 1880 in Paysandu Cricket Club umbenannt. Das Vereinsgelände hat sich damals in der Rua Paysandu im Stadtteil Laranjeras des damaligen Bundesdistrikts von Rio befunden. Primär betriebene Sportarten waren Cricket und Rugby. Zu Beginn des 20. Jahrhunderts hat der Club auch eine Fußballmannschaft aufgestellt, die 1906 eine der Gründerteams der Distriktmeisterschaft (Carioca) von Rio de Janeiro war, der heutigen Staatsmeisterschaft. 1912 hat er diese im Verband der Liga Metropolitana de Sports Athléticos (LMSA) auch gewonnen. Schon 1914 ist die Fußballmannschaft aufgelöst wurden, worauf der Name Paysandu Athletic Club angenommen wurde, den man zu einem späteren Zeitpunkt in die portugiesische Schreibweise geändert hat. 1953 ist der Club in den Stadtteil Leblon umgezogen, wo er bis heute diverse Sport- und Freizeitaktivitäten anbietet.

## Erfolge
- Distriktmeister von Rio de Janeiro: 1912